# 도전! 마이크 스타
《도전! 마이크 스타》는 OBS경인TV를 제외한 대한민국 지역 민영방송사들의 공동 투자로 제작되는 텔레비전 프로그램으로, 현재 OBS경인TV가 제작을 전담하고 있다.